# Linia kolejowa Dobronín – Polná
Linia kolejowa Dobronín – Polná (Linia kolejowa nr 242 (Czechy)) – jednotorowa, regionalna i niezelektryfikowana linia kolejowa w Czechach. Łączy stacje Dobronín i Polná. Przebiega w całości przez terytorium kraju Wysoczyna. Obecnie jest nie wykorzystywana w ruchu pasażerskim.